# Coeclerici
Coeclerici  è un'azienda fondata a Genova nel 1895 da Alfonso Clerici e dallo scozzese Henry Coe, specializzata nelle attività di approvvigionamento del carbone per le industrie dell'energia e dell'acciaio.
Dal 2016 è attiva anche nel settore della produzione di macchine per i settori del converting, del packaging e dell'automotive, attraverso l'acquisizione del Gruppo IMS Technologies.

## La Storia

### Dalla fondazione al secondo dopoguerra
Nel 1895 inizia la sua attività a Genova con il nome di Henry Coe & Clerici, importando carbone dal Regno Unito.
Nei primi anni del ‘900 inizia l'importazione di carbone dagli Stati Uniti.
Tra il 1912 e il 1913 acquista la prima nave per il trasporto del carbone, la “Tirreno” e acquisisce la “Oceano”, l'”Adriatico” e l'”Atlantide” attraverso contratti di noleggio a lungo termine.
Nel 1916 Henry Coe, socio scozzese, lascia l'azienda cedendo le sue quote a Alfonso Clerici Senior.
Nel 1936 Jack Clerici, figlio di Alfonso, inizia la sua attività in azienda.
Alla fine del secondo conflitto mondiale, Henry Coe & Clerici riprende l'attività interrotta a causa degli eventi bellici, sviluppando relazioni di mercato con Stati Uniti, Inghilterra, Sud Africa e Australia.

### Dagli anni '50 agli anni '70
Alla fine degli anni '50 il Gruppo avvia le sue prime relazioni di mercato con l'Unione Sovietica. Nel 1964 conclude un accordo che prevede i diritti per la vendita del carbone sovietico sul mercato italiano.
Tra il 1965 e il 1966 Jack Clerici rilancia l'attività di trasporto del carbone via mare dopo la pausa di blocco delle rotte dovuta alla guerra. L'azienda acquisisce la nave “Cocler” da 10.000 tonnellate e la “Falcone”, da 20.000 tonnellate. In collaborazione con l'azienda Pittaluga Vapori viene costituita la Capo Falcone S.p.A. che gestirà la costruzione di diverse navi nei successivi venti anni.
Nel 1973 Henry Coe & Clerici assume il nome di Coe & Clerici, modificato in Coeclerici nel 1989.

### Dagli anni '80 al 2000
Nel 1985, in accordo con il Gruppo Ferruzzi, si costituisce la Bulkitalia S.p.A. che acquisisce metà della flotta Sidermar dal Gruppo Finmare per un totale di sette navi bulk carriers (rinfusiere). Nel 1987 Coeclerici assume il controllo totale di Bulkitalia S.p.A. e nel 1994 viene completata l'acquisizione della flotta Sidermar.
Nel 1992 Jack Clerici lascia la guida dell'azienda al figlio Paolo Clerici.
Nella prima metà degli anni '90 Bulkitalia S.p.A. acquisisce prima il 60% e successivamente il controllo totale di Bulknedlloyd Holding BV, una società costituita per acquisire la flotta di Nedlloyd, shipping company olandese. Viene anche acquistata Fermar, società di shipping del portafoglio del Gruppo Ferruzzi.
Nel 1999 attraverso Coeclerici Transport Ltd. Coeclerici gestisce una flotta di 14 navi Capesize e 12 navi Panamax che diventeranno, rispettivamente, 47 e 44 nel 2003. Nel 2002 viene costituita una joint venture con Ceres Hellenic Shipping Enterprises: la nuova compagnia Coeclerici Ceres Bulk Carriers è proprietaria di una flotta di 20 navi Capesize e Panamax.
Nel 2003 Paolo Clerici è nominato Cavaliere del Lavoro.
Dalla prima metà degli anni 2000, attraverso la creazione di tre divisioni specializzate – Mining per l'acquisizione e la gestione di miniere di carbone, Trading per la commercializzazione del carbone e Shipping per il trasporto transoceanico del carbone – Coeclerici sviluppa le attività più recenti nel settore dell'energia.

## Le attività di mining e trading
Le Divisioni Mining e Trading sviluppano le attività di acquisizione e commercializzazione del carbone sia attraverso l'estrazione da miniere di proprietà che l'acquisto con accordi e partnership in diversi paesi del mondo.

### Lo sviluppo sui mercati internazionali
Nel 1998 Coeclerici conclude un contratto con il Porto Commerciale di Murmansk, nel nord della Russia, e finanzia le operazioni di dragaggio del porto, consentendo l'accesso di navi fino a 130.000 tonnellate. Un'attività che gli consente di iniziare ad approvvigionarsi a Murmansk a partire dal 2000.
Nel 2002 e 2003 Coeclerici investe circa 18 milioni di dollari per finanziare il completamento della miniera di carbone di Kemerovo, in Russia e firma un accordo che gli consente di acquisire i diritti per la commercializzazione sui mercati internazionali dei due milioni di tonnellate di carbone prodotte ogni anno dalla miniera.
Nel 2008 acquisisce il 100% di Korchakol, una miniera per l'estrazione di carbone (PCI e Thermal Coal) situata in Siberia vicino alla città di Novokuznetsk.
Dal 2008 al 2017 la produzione annua di carbone di Korchakol è aumentata da 300.000 a 1,5 milioni di tonnellate, mentre la forza lavoro impiegata è passata da 500 a 700 persone.
Nel 2007 Coeclerici acquisisce il 60% – incrementato al 100% nel 2010 – di RAG Trading Asia Pacific Ltd., una società con sede a Singapore specializzata nella commercializzazione di coke, carbone da coke e carbone da vapore.
RAG Trading Asia Pacific Ltd. è stata rinominata Coeclerici Asia (Pte) Ltd., con un fatturato di oltre 310 milioni di dollari. L'acquisizione fa parte della strategia di Coeclerici per lo sviluppo e il potenziamento delle sue attività di commercializzazione del coke e del carbone metallurgico sui mercati asiatici.
Dal 2015 l'attività della Divisione Trading nel sud est asiatico è coordinata da Coeclerici Commodities SA.

## Le attività di shipping
La divisione Shipping realizza attività di trasporto del carbone sulle rotte oceaniche, anche attraverso la società dACC Maritime Limited, una joint venture con il Gruppo d'Amico per l'acquisto di quattro navi Supramax.
Le prime due navi, denominate “DACC Tirreno” e “DACC Egeo”, sono state consegnate dal cantiere Oshima di Nagasaki, rispettivamente, a marzo e a settembre 2015 mentre la “DACC Adriatico” e la “DACC Atlantico” sono state consegnate a giugno e ad agosto 2016.

## Le attività nel settore industry
Nell'ambito di un percorso di diversificazione delle attività, nel 2016 il Gruppo Coeclerici acquisisce il 67% – incrementato a 100% nel 2017 – del Gruppo IMS Deltamatic specializzato nella produzione di macchine e impianti industriali per le industrie del converting, del packaging e dell'automotive.
Con sede a Calcinate in provincia di Bergamo, il Gruppo IMS Deltamatic – ridenominato IMS Technologies nel 2018 – detiene quattro brand: GOEBEL IMS, Rotomac, Deltamould e Kasper e opera attraverso quattro impianti produttivi, di cui due in Italia, uno in Germania e uno negli Stati Uniti e conta oltre 350 dipendenti.